# Jeremy Jackson
Jeremy Dunn Jackson (Newport Beach, 16 oktober 1980) is een Amerikaans acteur.
Al op jonge leeftijd was Jackson te zien in verschillende televisieseries. De meeste bekendheid kreeg hij met zijn rol als Hobie Buchannon in de televisieserie Baywatch, waar hij van 1991 tot medio 1999 in meespeelde. Door deze rol groeide hij uit tot een tieneridool.
Eind april 1995 bouwde Jackson zijn populariteit uit met een korte zangcarrière. In Nederland scoorde hij in het voorjaar van 1995 een top 10-hit met de single You can run. De single was in week 16 van 1995 de 1308e Alarmschijf op destijds Radio 538 en werd een hit. De single bereikte de 5e positie in de Nederlandse Top 40 op toen Radio 538 en de 6e positie in de publieke hitlijst; toentertijd de Mega Top 50 op Radio 3FM.
Zijn enige studioalbum,  Number one uit 1995, werd ook een bescheiden succes.

## Filmografie
- Dreams (2013)
- Blood Effects (2011)
- Expose (2005)
- Ring of Darkness (2004, televisiefilm)
- Baywatch: Hawaiian Wedding (2003, televisiefilm)
- Baywatch: White Thunder at Glacier Bay (1998)
- Shout (1991)

## Televisieseries
*Exclusief eenmalige (gast)rollen
- DTLA - Kevin (2012, vier afleveringen)
- Baywatch - Hobie Buchannon (1991-1999, 158 afleveringen)
- Thunder Alley - Danny (1994, twee afleveringen)

## Discografie
| Album met eventuele hitnotering(en) in de Nederlandse Album Top 100 | Datum van verschijnen | Datum van binnenkomst | Hoogste positie | Aantal weken | Opmerkingen |
| ------------------------------------------------------------------- | --------------------- | --------------------- | --------------- | ------------ | ----------- |
| Number one                                                          | 1994                  | 29-04-1995            | 17              | 9            |             |
| Always                                                              | 1995                  | -                     | -               | -            |             |

| Single met eventuele hitnotering(en) in de Nederlandse Top 40 | Datum van verschijnen | Datum van binnenkomst | Hoogste positie | Aantal weken | Opmerkingen                        |
| ------------------------------------------------------------- | --------------------- | --------------------- | --------------- | ------------ | ---------------------------------- |
| You can run                                                   | 1995                  | 22-04-1995            | 5               | 8            | #6 in de Mega Top 50 / Alarmschijf |
| I'm gonna miss you                                            | 1995                  | 24-06-1995            | tip17           | -            |                                    |
| French kiss                                                   | 1995                  | 20-01-1996            | 33              | 3            | #37 in de Mega Top 50              |